# گیتی خامنه
گیتی خامنه (زادهٔ ۲۴ اسفند ۱۳۴۳ در تهران)، مجری برنامه‌های کودک و نوجوانِ شبکهٔ یک تلویزیون از سال ۱۳۵۸ تا سال ۱۳۷۰ بود. او به مدت ۱۵ سال در سازمان صدا و سیمای جمهوری اسلامی ایران به فعالیت پرداخت و سپس به خارج از ایران رفت. همچنین، مقطعی در یکی از مدارس کالیفرنیای شمالی، هنر و زبان فارسی تدریس می‌کرده است.
او در سال ۱۳۸۹ دوباره به ایران بازگشت. پس از بازگشت، در شبکهٔ تهران به اجرای برنامهٔ «بچه‌های دیروز» مشغول شد که به بیان خاطرات کودکان دههٔ ۱۳۶۰ اختصاص داشت. همچنین، در مجموعهٔ مستندِ «میراث ایران»، به‌عنوان جهانگرد، میراث تمدن و فرهنگ شمال‌غرب ایران را برای بینندگان شبکهٔ سحر روایت می‌کند. او سپس اجرای برنامهٔ «تا همیشه» در شبکهٔ دوم سیما را بر عهده گرفت.
او در فروردین ۱۳۹۵، پس از نزدیک به ۲۰ سال، دوباره به حیطهٔ مجری‌گریِ کودک بازگشت و این بار مجری میان‌برنامه‌های شبکهٔ پویا شد.

## زندگی‌نامه
گیتی خامنه‌ای در سال ۱۳۴۳ در تهران، خیابان امیریه به دنیا آمد. او در سال ۱۳۵۸ کار خود را در گروه کودک و نوجوان صدا و سیما آغاز کرد. خامنه، پس از تحصیلات دبیرستان، وارد دانشگاه تهران شد و تحصیلات خود را در رشتهٔ زبان انگلیسی آغاز کرد، ولی بعداً تغییر رشته داد و به تحصیل در هنر با گرایش کارگردانی سینما و تلویزیون پرداخت. در خلال سال‌های تحصیل، او به ساخت فیلم‌های کوتاه و نیمه‌بلند و همچنین نویسندگی و کارگردانی انیمیشن پرداخت.
داستان‌های کوتاه و اشعار و مقالات او در زمینهٔ کودک و بزرگسال در مجلات ادبی همزمان به چاپ می‌رسیدند. او همچنین عضو انجمن شاعران حوزهٔ هنری سازمان تبلیغات اسلامی بود.

## دوران تحصیل
نویسندگی و کارگردانی انیمیشنِ عبور، فیلم کوتاهِ اما نه، فیلم تلفیقی داستانی، انیمیشن نوبت پنجره‌هاست، و پکسیلیشن نیمه‌تمام شهر آیینه، و کار رادیوییِ هبوط از کارهای او در دوران تحصیل به‌شمار می‌روند.
دستیار فیلمبرداری انیمیشن پرواز به کارگردانی مهرداد شیخان، برندهٔ جایزهٔ بهترین انیمیشن کوتاه، و همکاری با فیلم رزمندهٔ کوچک، محصول سینمای تجربی و نیمه‌حرفه‌ای، به‌عنوان دستیار فیلمبردار و کار در فیلم تپش سایهٔ دوست به‌عنوان دستیار کارگردان نیز از کارهای این دورانِ گیتی خامنه به‌شمار می‌روند.

## پس از تحصیل و دوران کار
بعد از اخذ لیسانس، با موضوع نظری "تفاوتهای فیلمسازی برای کودک با فیلمسازی در بارهٔ کودک "و ساخت فیلمی دربارهٔ کودک، همزمان با ادامه کار در تلویزیون، دوران همکاری‌اش با پروژه‌های حرفه‌ای و نیمه حرفه‌ای تلویزیونی و سینمایی آغاز شد.
او در همین حین نقش دستیار کارگردان در برخی از فیلم‌های سینمایی را بر عهده داشت، "وصل نیکان" ابراهیم حاتمی کیا، کار سه اپیزودی " یک شب، یک غریبه" به کارگردانی حسین قاسمی جامی، دستیار کارگردان "باغ سید" به کارگردانی محمدرضا اسلاملو، و آخرین پروژه "زیر درختان زیتون" عباس کیارستمی بود. او تجربه صداپیشگی را هم در فیلم از کرخه تا راین، تجربه کرد. پس از آن با حوزه هنری و وزارت ارشاد در رابطه با بازبینی و انتخاب فیلم‌های کودک و نوجوان و همچنین فیلم‌های مستند تجربی همکاری داشت.

## دوران خارج از کشور
در سال ۱۳۷۳ به خارج از کشور سفر کرد، و مدرک کارشناسی ارشدش را در رشته دراما با عنوان «کارگردانی و اجرا در نمایش مذهبی-آئینی ایرانی تعزیه»، از دانشگاه نورتریج کالیفرنیا اخذ کرد.
او دوره فشرده تهیه‌کنندگی برای انیمیشن را در دانشگاه یو سی ال‌ای به پایان رساند؛ و به مدت سه سال به گذراندن دوره‌های روان‌شناسی «مرکز بهزیستی بورلی هیلز»، مشغول بود.
خامنه در طی اقامتش در خارج از ایران به تدریس تئاتر و زبان فارسی به کودکان و نوجوانان دو زبانه ایرانی-آمریکایی در سه مؤسسه غیرانتفاعی فرهنگی اشتغال داشت. او پیش از بازگشت به وطن، به عنوان مدیر برنامه‌ریزی مرکز اسلامی فرهنگی شمال کالیفرنیا در اکلند مشغول به کار بود.

## بازگشت به ایران
همزمان با بازگشت به ایران و آغاز کار در گروه کودک شبکه ۲، همکاری با شورای بررسی فیلمنامه‌های کودک و نوجوان با بنیاد سینمایی فارابی را آغاز کرد، او سپس به همکاری با برنامه " خانواده " شبکه دو، پرداخت، این همکاری دو سال ادامه داشت. او همچنین داوری چندین جشنواره را نیز بر عهده داشته است. مجموعه شعر گیتی خامنه، تحت عنوان"آّبی، آبی. آیینه" در بهار سال نود و دو توسط چاپ اندیشه به چاپ رسید.
او در حال حاضر مشغول به همکاری با صدا و سیمای ایران است و معمولاً اجراهای برنامه‌های مربوط به خردسالان و کودکان را برعهده دارد. او اردیبهشت ۱۳۹۵ از صدا و سیما بازنشسته شد.
او در حال حاضر مجری برنامه دست کی بالا است.